# Tage in Burma
Tage in Burma (Burmese Days) ist der erste erhalten gebliebene Roman von George Orwell. Das „aus eigenem Erleben, aber nicht autobiografisch“ verfasste Buch spielt in den 1920er Jahren im vom British Empire kolonisierten Birma. Die Erstausgabe erschien 1934 in den USA, die britische Ausgabe erst ein Jahr später, „sorgsam zensuriert“ und mit geänderten Namen und Schauplätzen.

## Hintergrund
Orwell – damals noch Eric Arthur Blair – arbeitete fünf Jahre lang als Assistant District Superintendent in der Indian Imperial Police in Syriam bei Rangun. Birma war im 19. Jahrhundert an Britisch-Indien angeschlossen worden. 1927 steckte Blair / Orwell sich mit Denguefieber an, von einem Erholungsaufenthalt bei seiner Familie in Cornwall kehrte er nicht mehr in den Dienst zurück und kündigte, um Schriftsteller zu werden. Er selbst sagte dazu: „Der Dienst als Offizier in Birma entsprach mir nicht und ließ mich den Imperialismus verabscheuen, obwohl nationalistische Gefühle zu dieser Zeit in Birma nicht sehr ausgeprägt und die Beziehungen zwischen Engländern und Birmanen nicht besonders schlecht waren. Als ich 1927 in England auf Urlaub war, quittierte ich den Dienst und beschloss, Schriftsteller zu werden.“
Seine Eindrücke und Erfahrungen als junger Erwachsener im Dienst der Kolonialmacht verarbeitete George Orwell später auch in den Texten Shooting an Elephant und A Hanging, die heute als brillante autobiographische Skizzen und „classics of expository prose“ gelten.

## Handlung
Ort der Handlung ist der fiktionale Distrikt Kyauktada im nördlichen Birma. Zu Beginn der Geschichte wird über den Plan des birmanischen und massiv übergewichtigen Distriktrichters U Po Kyin berichtet, der die Zerstörung der Reputation eines indischen Arztes und Gefängnisdirektors namens Dr. Veraswami zur Folge haben soll. Hauptcharakter ist jedoch der 35-jährige alleinstehende englische Holzhändler John Flory, der stark unter der Einsamkeit des Lebens in der fremden Landschaft leidet, umgeben von Birmanen und einigen anderen Europäern, mit denen sich Flory fast täglich im European Club trifft. Auf der anderen Seite ist Flory aber auch von den Burmesen und ihrer Lebensweise fasziniert und durch seinen langjährigen Aufenthalt in Birma so tief verwurzelt, dass eine Rückkehr nach England utopisch erscheint. Zudem zeigt er sich stark gezeichnet vom Leben zwischen den zahlreichen Ausschweifungen mit Alkohol und einheimischen Prostituierten. Linderung findet er nur in den Gesprächen mit dem indischen Arzt Dr. Veraswami. Dieser ist ein begeisterter Anhänger der britischen Kultur, von der er selbst aber ausgeschlossen wird. Somit bildet Veraswami einen optimistischen Gegenpol zu Florys pessimistischen Ansichten zum Kolonialismus.
Als die Nichte eines anderen Holzhändlers, Elizabeth Lackersteen, in der Stadt eintrifft, scheint Flory endlich jene Gesellschaft bekommen zu haben, nach der er sich so lange gesehnt hat – ohne vorher diese Sehnsucht überhaupt bemerkt zu haben. Flory und Elizabeth entwickeln nach einigen Anlaufschwierigkeiten eine enge Freundschaft, die eines Abends im Club darin mündet, dass Flory ihr einen Heiratsantrag machen will, vor der entscheidenden Frage jedoch von einem Erdbeben und daraufhin auch von Elizabeths Tante gestört wird. Die Störung durch Mrs. Lackersteen war allerdings absichtlich, da diese seit Elizabeths Ankunft versucht, die junge Frau an den bestverdienenden Junggesellen der Stadt zu verheiraten und gerade an diesem Abend entdeckt hatte, dass ein junger Polizeioffizier namens Verrall in ein paar Tagen hier stationiert werden würde. Da Verrall aus gutem Hause ist, meint Mrs. Lackersteen in ihm den besseren Ehemann für ihre Nichte gefunden zu haben.
Um Elizabeth von Flory zu entfremden, erzählt ihre Tante von Florys birmanischer Mätresse, obwohl Flory diese gleich nach Elizabeths Eintreffen weggeschickt hatte. Elizabeth verliebt sich auch tatsächlich in den arroganten Verrall, was Flory zutiefst betrübt.
Unterdessen hat die Verleumdungskampagne des Distriktrichters U Po Kyin Früchte getragen. Er enthüllt das Ziel dieser Kampagne: U Po Kyin will Mitglied des European Club werden, nachdem von der Führung in Rangun die Devise ausgegeben wurde, einen Einheimischen in den Club aufzunehmen, wobei die Wahl zuvor wahrscheinlich auf Dr. Veraswami gefallen wäre. U Po Kyin arrangiert einen Ausbruch aus dem Gefängnis, dessen Direktor Veraswami ist, und plant einen Aufstand, dessen Schuld ebenfalls dem indischen Arzt angelastet werden soll. Der Aufstand wird – vor allem dank der Hilfe des untertänigsten Distriktrichters U Po Kyin – schnell niedergeschlagen, einer der Rebellen aber vom englischen Forstdirektor Maxwell erschossen. Tage später wird Maxwell tot aufgefunden, ein für damalige Verhältnisse beinahe undenkbarer Vorfall, der die Spannungen zwischen Birmanen und Europäern deutlich sichtbar werden lässt. Diese entladen sich nach einem weiteren Übergriff eines Europäers auf einheimische Schulkinder in einem Aufstand, der das Clubhaus des European Clubs zum Ziel hat. Flory und Dr. Veraswami können jedoch eine weitere Eskalation verhindern und werden so über Nacht zu Helden – vor allem die Reputation des Arztes scheint wiederhergestellt.
Später verlässt Verrall Kyauktada, ohne Elizabeth Lebewohl zu sagen, was Elizabeth wieder in die Arme Florys treibt. Florys Welt scheint wiederhergestellt und die Hochzeit nur noch eine Frage der Zeit zu sein. Allerdings hat der Distriktrichter U Po Kyin noch nicht aufgegeben und stiftet Florys ehemalige Mätresse an, eine Szene während des sonntäglichen Gottesdienstes zu machen. Der Auftritt hat den erhoffen Erfolg und Elizabeth ist nun mehr als je zuvor überzeugt, Flory nicht heiraten zu wollen. Überwältigt von Trauer und Verlust begeht Flory Selbstmord.
Dr. Veraswami wird daraufhin nach Mandalay versetzt und U Po Kyin zum neuen Mitglied des European Clubs gewählt. Dem buddhistischen Glauben entsprechend plant U Po Kyin, sein Leben voller Sünden durch den Bau von Pagoden wiedergutzumachen, stirbt aber vor Umsetzung des Plans an einem Schlaganfall.

## Rezeption
Nach Beendigung des Manuskripts übergab Orwell es im Dezember 1933 seinem Londoner Verleger Victor Gollancz, der Anfang des Jahres sein erstes Buch, das reportageartige Down and Out in Paris and London gleichzeitig mit der US-Ausgabe veröffentlicht hatte. Gollancz hatte Bedenken, Burmese Days herauszubringen: „[…] nicht, weil er es literarisch schlecht gefunden hätte, sondern weil er den Roman als kaum verhüllte Autobiografie liest und Schwierigkeiten mit den Behörden sowie Verleumdungsklagen seitens Betroffener befürchtet. […] Das Buch erscheint darauf mit einigen Änderungen zuerst bei Harper in New York – am 25. Oktober 1934 und in einer Auflage von 2000 Exemplaren, von denen die Hälfte schon nach vier Monaten verramscht wird“, so Manfred Papst im Nachwort zur deutschen Neuübersetzung 2021.
2004 veröffentlichte die US-amerikanische Autorin und Asien-Expertin Emma Larkin, die ein Jahr auf Orwells Spuren in Birma verbracht hatte, Secret Histories: Finding George Orwell in a Burmese Tea Shop (2005 bei Penguin Press und 2011 bei Granta Press in den USA jeweils unter dem Titel Finding George Orwell in Burma). In einer Besprechung nach Erscheinen der Erstausgabe bei John Murray in London wurde überliefert, in Birma kursiere der Scherz, Orwell habe nicht nur einen Roman über das Land geschrieben, sondern deren drei: eine Trilogie bestehend aus Burmese Days, Animal Farm und 1984. Heute gilt Larkins Buch als moderner Klassiker der Reisereportage und gleichsam unverzichtbar für alle an Birma und an Orwell Interessierten.

„George Orwell, Prophet der Schreckenswelt von '1984', vielzitierter Autor auch der grimmigen Fabel von der 'Farm der Tiere', ist heute, 33 Jahre nach seinem Tod, der meistgelesene englische Schriftsteller des 20. Jahrhunderts. Und mit später Bewunderung wird inzwischen auch jener einst so mißachtete, jener andere Orwell zur Kenntnis genommen (ja hierzulande überhaupt erst allmählich entdeckt), der in Romanen, Reportagen und vielen Essays Zeugnis ablegt von seiner Zeit, von den Dekaden der Dreißiger und der Vierziger, in denen sich Europas Gesicht verändert hat.“

„Unter den neu aufgelegten und neu übersetzten Büchern aus früheren Jahrzehnten oder Jahrhunderten hat uns 'Tage in Burma', der Debütroman des britischen Schriftstellers George Orwell, besonders überzeugt. … Beim Sozialkritiker Orwell allerdings korrespondiert der innere Verfall besonders deutlich mit dem Niedergang des British Empire. Daneben beeindruckt 'Tage in Burma' durch Landschaftsbeschreibungen, die die soziale Enge in der Weite des burmesischen Dschungels eindrücklich illustrieren.“

„Gelegentlich brachten auch die Imperien selbst Kritiker ihrer imperialen Praxis hervor, meist dann, wenn ihr Verfall und Untergang kurz bevorstand. Für Großbritannien wäre da zum Beispiel George Orwell zu nennen. […] Orwell erzählt hier aus eigener reicher Anschauung. […] Von der politischen und ästhetischen Radikalität seiner späteren Werke ist ‚Tage in Burma‘ noch weit entfernt, aber lesenswert ist dieses Frühwerk von George Orwell allemal.“

## Ausgaben
- Burmese Days. Harper and Brothers, New York, 1934[8]
- Burmese Days, Victor Gollancz Ltd., London, 1935
- Tage in Burma. Übersetzt von Susanna Rademacher. Diogenes, Zürich, 1982 ISBN 978-3-257-20308-0
- Complete Works of George Orwell. Band 2. Herausgeber Peter Davidson. Secker & Warburg, London, 1998 ISBN 0-436-20377-4
- Burmese Days. Introduction by Emma Larkin. Penguin, London 2001 (Penguin Modern Classics) ISBN 978-0-14-118537-8
- Tage in Burma. Neuübersetzung von Manfred Allié. Mit einem Nachwort von Manfred Papst. Dörlemann Verlag, Zürich 2021, ISBN 978-3-03820-080-2.